# Altach
Altach is een gemeente in de Oostenrijkse deelstaat Vorarlberg, gelegen in het district Feldkirch (FK). De gemeente heeft 6831 inwoners (31-12-2016).

## Geografie
Altach heeft een oppervlakte van 5,32 km². Het ligt in het westen van het land.

## Geschiedenis
Van Altach werd voor het eerst melding gemaakt in een oorkonde uit 1249. In 1403 wordt de St. Nikolaus-kapel vermeld. In 1650 vond er een heksenproces tegen Margarethe Waibel plaats. In 1802 wordt Altach een zelfstandige gemeente. In 1834, 1888 en 1890 zet de Rijn Altach onder water. In 1899 wordt de Altacher brandweer gesticht. 40 Altachers werden slachtoffers tijdens de Eerste Wereldoorlog. In 1930 is de Altacher Dr. Otto Ender voor een half jaar Oostenrijkse bondskanselier. Tijdens de Tweede Wereldoorlog verliezen ten minste 118 Altachers hun leven. Tussen 1945 en 1955 maakte Altach deel uit van de Franse bezettingszone in Oostenrijk.

#### Heraldiek
Het wapen van Altach werd in 1929 van de Vorarlbergse landsregering goedgekeurd. Het toont boven een kerk (waarschijnlijk de Hl. Nikolaus-kapel), in het midden een zilveren rivier (de "Alte Ach") en onderaan een eikenblad met twee eikels dat doet denken aan het wapen van het geslacht Sandholzer.

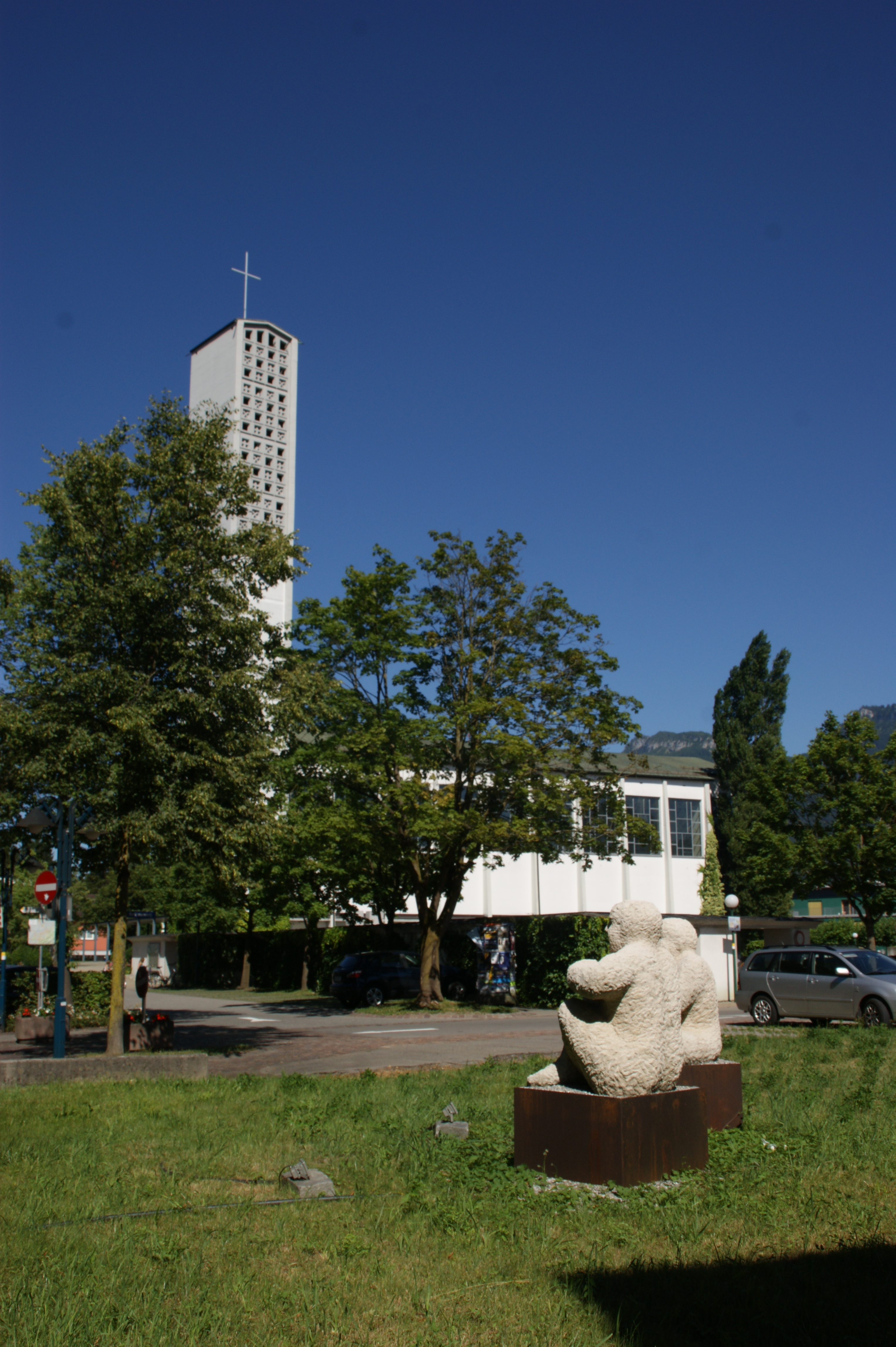
Hl. Nikolaus-kerk in Altach

## Sport

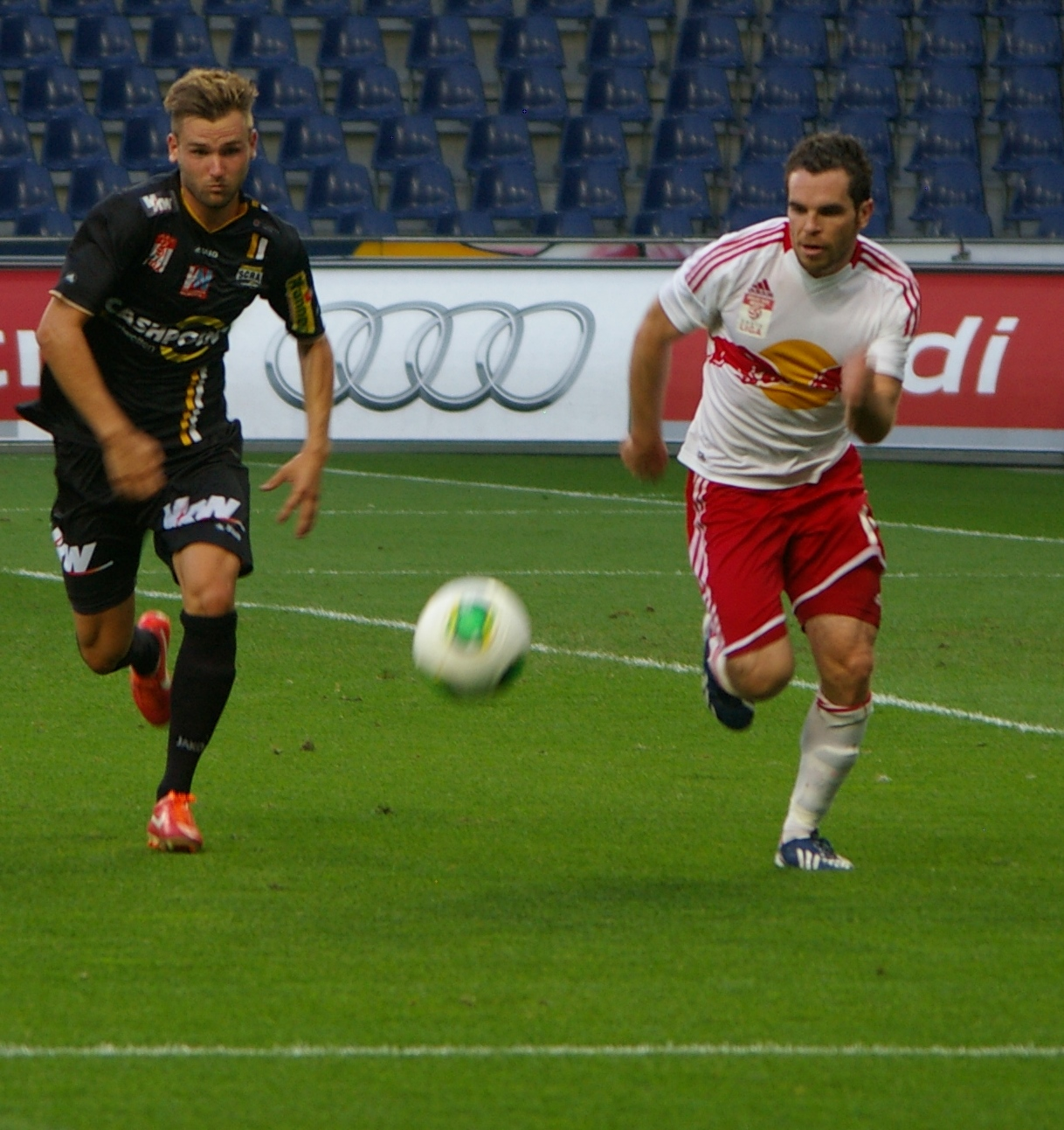
SCR Altach (links) tegen FC Liefering (rechts)

De SCR Altach is een succesvolle Oostenrijks voetbalclub. De club werd kampioen van de tweede klasse in 2006 en promoveerde daardoor en voor het eerst naar de Bundesliga, de hoogste klasse. Ook in 2014 werd naar het hoogste niveau gepromoveerd. President van de club is Peter Pfanner.